# 오타니 쇼헤이
오타니 쇼헤이(일본어: 大谷 翔平, 1994년 7월 5일~)는 일본의 야구 선수로 포지션은 투수, 외야수, 지명타자이다. 메이저 리그의 로스앤젤레스 다저스에서 활동하고 있다. 2024년 9월 19일, 사상 최초로 50홈런 50도루를 기록하였다.
투수와 타자를 겸해서 ‘이도류’(二刀流)라고 불리는 선수이며, 2014년에 일본 프로 야구 사상 처음으로 ‘두 자릿수 승리와 두 자릿수 홈런’(11승, 10홈런)을 같은 해에 달성했다. 이듬해 2015년에는 최우수 평균 자책점, 다승왕, 최고 승률 등의 투수 부문 3관왕을 달성했고 처음으로 베스트 나인(투수 부문)에도 선정됐다. 더 나아가 2016년에 일본 프로 야구에서는 처음으로 ‘두 자릿수 승리·100안타·20홈런’을 달성했다. 투타 모두 팀의 주력 선수로서 리그 우승과 일본 시리즈 우승에 큰 기여를 하는 등 NPB 사상 최초로 투수와 지명타자 두 개 부문에서 베스트 나인에 선정됨과 동시에 자신의 첫 리그 MVP를 차지하는 영예를 안았다.
미국에서는 ‘일본제 베이브 루스’라는 별명으로도 알려져 있다. 또 일본 아마추어 야구 최고 구속인 160km/h를 기록했고, 더 나아가 2016년 10월 16일 소프트뱅크 호크스와의 경기에서 165km/h의 최고 구속을 기록한 보유자이다.
2018년에는 메이저리그에 진출해 그해 신인왕을 수상했다.
2021년에는 만장일치로 MVP를 수상했으며, MLB총재 특별상, 선수협회 올해의 선수상에도 선정되었다. 타임지 올해의 인물100인, AP통신 올해의 선수로도 선정되었다.
미 스포즈 전문지 스포팅 뉴스는 2021년에 스포츠 역사상 최고의 시즌 TOP 50을 발표했는데 오타니의 2021년 시즌을 1위로 선정했다.
2022년 4월 7일, 2004년 보스턴의 우승 이후 야구 선수로는 18년 만에 미국판 타임지 커버 모델로 선정되었다
2022년 7월 21일, 1999년 마크 맥과이어 이후 야구 선수로는 23년 만에 ESPY 어워드에서 최고의 스포츠선수상을 수상했다.
2023년에는 아시아 최초의 홈런왕을 차지했다.
2024년에는 MLB 역사상 최초로 시즌 50홈런 & 50도루를 달성했다.

## 선수 경력

### 프로 입단 전
이와테현 미즈사와시(현재의 오슈시) 출신으로 스포츠 집안에서 태어났다. 아버지 오타니 도루(일본어: 大谷 徹, 1962년~)는 사회인 야구 선수였으며 어머니인 오타니 가요코(일본어: 大谷 加代子, 혼전 성씨는 구마자와(일본어: 熊沢), 1963년~)는 배드민턴 선수였다. '쇼헤이(일본어: 翔平)'라는 이름은 아버지가 오슈 히라이즈미(奥州平泉)에 연고가 있는 미나모토노 요시쓰네(아명은 우시와카마루(牛若丸))와 연관지어서 요시쓰네의 싸우고 날아오른다는 이미지로부터 ‘쇼’(비상할 상(翔))자를 따오고 히라이즈미에서 ‘헤이’(平(평평할 평)) 자를 따서 붙여준 이름이다.
미즈사와 시립 아네타이 초등학교(현재의 오슈 시립 아네타이 초등학교) 3학년 때 미즈사와 리틀 리그에서 야구를 시작하여 전국 대회에 출전했고, 당시 포수는 몸이 놓칠 정도로 공이 빨랐다고 말했다. 초등학교 5학년 때는 구속 110 km/h를 이와테 현영 야구장에서 기록했다. 오슈 시립 미즈사와미나미 중학교 시절에는 이치노세키 리틀 시니어에 소속돼 여기서도 팀의 전국 대회 출전을 이끌었다. 오타니가 소년 시절에 동경했던 타자는 마쓰이 히데키, 투수는 다르빗슈였다..
기쿠치 유세이를 동경해 기쿠치의 출신 고등학교인 하나마키히가시 고등학교에 진학하여 ‘일본 최고가 되겠다’, ‘일본 선수로는 최고 빠른 시속 163 km/h를 기록하겠다’, ‘드래프트에서 기쿠치 유세이를 뛰어넘어 8개 구단으로부터 1순위 지명을 받는 선수가 되겠다’ 등을 목표로 세웠다. 야구부 입단 후에는 사사키 히로시 감독이 “아직은 뼈가 성장하는 단계다. 1학년 여름까지는 야수로 기용해서 천천히 성장 단계를 높여나간다”라는 방침에 따라 1학년 춘계 시즌에는 ‘4번·우익수’로서 공식전에 출전했다. 추계 시즌부터는 에이스를 맡아 최고 구속 147 km/h를 기록했고 2학년 춘계 시즌에는 최고 구속 151km/h를 기록, 2학년 봄에는 최고 속도 151 km/h를 기록하는 등 “미치노쿠의 다르빗슈”라고 불릴 정도로 세간의 주목을 받았다.
여름에 열린 고시엔 대회(제93회 전국 고등학교 야구 선수권 대회) 첫 상대였던 데이쿄 고등학교와의 경기 당시 골단선 손상으로 우익수로 선발 출전했다가 4회 도중부터 등판해서 고마자와 대학 부속 도마코마이 고등학교 시절의 다나카 마사히로와 함께 고시엔 대회에서 고교 2학년 선수가 세운 최고 구속 타이 기록에 해당되는 150 km/h를 세웠다. 그 이후에는 치료에만 전념하면서 경기에서는 타자로만 출전했다. 3학년 때인 제84회 선발 고등학교 야구 대회에서는 1차전 상대인 오사카도인 고등학교와의 맞대결에서 후지나미 신타로에게서 홈런을 때려냈으나 11개의 4사구와 9실점으로 무너졌다. 3학년 여름에 열린 이와테 대회(전국 고등학교 야구 선수권 이와테 대회) 준결승전 상대인 이치노세키가쿠인 고등학교와의 맞대결에서 아마추어 야구 사상 최초로 최고 구속 160km/h를 기록했다. 그러나 결승전인 모리오카 대학부속 고등학교와의 맞대결에서는 좌측 폴대의 부근을 통과한 타구가 홈런으로 판정되는 불운을 겪는 등 5점을 내주는 바람에 고등학교 마지막 여름의 고시엔 대회 출전에는 실패했다. 고시엔 대회 통산 성적은 14이닝을 던져 평균 자책점 3.77, 탈삼진 16개를 기록했고 야수로서는 두 경기에서 타율 3할 3푼 3리, 1개의 홈런을 남겼다.
9월에는 대한민국 서울에서 열린 제25회 AAA 세계 청소년 야구 선수권 대회 일본 대표팀 선수로 발탁돼 주로 4번·지명타자로 기용됐다. 5위 결정전이었던 대한민국전에 선발 등판해 7이닝 동안 2실점, 12 탈삼진, 최고 구속 155 km/h를 기록하는 등의 호투를 보였음에도 불구하고 패전 투수가 됐다. 9월 18일, 일본 국내외를 따지지 않고 프로 야구 선수가 되기 위해 필요한 프로 지망계를 제출했다.
2012년 프로 야구 드래프트 회의를 앞두고 일본 프로 야구 뿐만 아니라 메이저 리그 구단 쪽에서도 오타니에게 눈독을 들였는데 애당초 본인은 “(미국이냐 일본이냐는) 5대 5” 라고 말했다가 로스앤젤레스 다저스와 텍사스 레인저스, 보스턴 레드삭스와의 면담을 거쳐 그 해 10월 21일에 메이저 리그에 도전하겠다는 입장을 밝혔다. 기자회견 자리에서 오타니는 “마이너에서부터 시작하게 될테지만 메이저 리그에 도전하고 싶다. 입학할 때부터 꿈이었다. 젊을 때 가고 싶다는 마음이 있었다. 일본 프로 야구도 동경했지만 메이저 리그 쪽에 대한 동경이 컸다”라고 말했다. 그런데 23일에 홋카이도 닛폰햄 파이터스 단장인 야마다 마사오가 오타니를 드래프트 회의에서 1순위로 지명하겠다고 말했고 닛폰햄 감독인 구리야마 히데키도 역시 “오타니한테는 정말로 미안하지만 지명하겠다”고 밝혔다. 드래프트 회의 당일인 10월 25일에는 닛폰햄이 오타니를 단독 1순위로 지명하여 교섭권을 따냈다. 지명 후에 열린 기자회견에서 오타니는 “깜짝 놀랐고 동요하기도 했다. 하지만 제 마음은 변함없다. 저를 좋게 평가해 주신 것은 감사하지만 미국에서 뛰고 싶다는 마음은 변함없다” 라고 밝혔고 지명 인사차 닛폰햄이 방문했을 때도 만나주지 않았다.
그러나 그 후 두 번째 방문 때 지명 인사를 받아들였고 오타니의 부모도 나선 입단 협상을 네 차례에 걸쳐 실행에 옮겼다. 세 번째의 입단 협상부터는 구리야마 감독도 동석했다. 입단 협상에서는 30페이지에 달하는 자료 가 협상 테이블에 제시됐고 고등학교 졸업 후 직접 미국으로 건너간 대한민국 야구 선수들이 메이저 리그에서 큰 활약을 보여주지 못하고 있다는 사실과 마이너 리그의 가혹한 실정, 일본 국내 리그에서 실력을 닦은 선수가 메이저 리그에서 좋은 활약을 펼치고 있다는 점 등을 설명했다. 더 나아가 다르빗슈 유가 착용했던 등번호 11번과 투수와 타자를 겸하는 ‘이도류’(쌍검류) 육성 플랜 등도 제시돼 12월 9일에 닛폰햄에 입단하겠다는 뜻을 밝혔다. 12월 25일에 계약금 1억 엔과 성과급 5,000만 엔, 연봉 1,500만 엔(추정치)이라는 조건으로 가계약을 맺은 뒤 입단 기자회견을 열었고 등번호는 다르빗슈가 착용한 ‘11’번으로 결정됐다. 기자회견 후에는 삿포로 돔에서 구리야마 히데키 감독과 함께 투구와 타격으로 1구 승부를 겨루는 이벤트를 개최하기도 했다.
2012년 11월에 하나마키히가시 고등학교가 이와테 현내를 대상으로 학생 모집 텔레비전 광고를 내보냈는데 일본 고등학교 야구 연맹의 승인 없이 오타니를 이 광고에 출연시켰다는 사실이 2013년 1월에 드러났다. 이는 일본학생야구헌장에 저촉된다고 하여 고등학교 야구 연맹이 실태조사에 나섰고 야구부 부장이 엄중 주의를 받았다.
한편, 본인(오타니)의 일본 재적 구단이었던 닛폰햄은 해당 구단(당시 도에이) 포함  일본 12개 구단이 1972년 말 본인(오타니)과 같은 유형(우투좌타)인 재일동포 나카네 마사히로(한국명 김정광) 스카우트 경쟁을 펼쳤으나 긴테쓰가 획득했다.

### 홋카이도 닛폰햄 파이터즈

#### 2013년
스프링 캠프에서는 투수와 야수의 연습 메뉴를 병행해내면서 2월 중부터 1군에 합류했고 시범 경기나 춘계 교육 리그에서도 투수, 우익수, 지명타자로서 출전했다. 3월 17일 주니치 드래곤스와의 시범 경기에서는 야마우치 소마로부터 첫 홈런을 때려냈다. 같은 달 21일 도호쿠 라쿠텐 골든이글스와의 시범 경기에서는 투수로서 등판한 후 타자로서 타석에 들어서며 더 나아가 우익수 수비에도 올랐다.
투수로 등록된 상태에서 타자로서 1군 개막전 엔트리에 합류했고 시즌 개막전인 3월 29일(사이타마 세이부 라이온스전, 세이부 돔)에는 8번·우익수로 선발 출전했다. 고졸 외야수의 개막전 선발 출전은 2011년의 슌타(오릭스 버펄로스) 이후 처음이고 닛폰햄 구단에서는 1959년 하리모토 이사오 이래 54년 만의 일이다. 개막전에서 2안타 1타점이라는 성적을 남겨 수훈 선수로 선정돼 히어로 인터뷰의 주인공이 됐다. 고졸 신인이 개막전에서 2안타를 때린 것은 1960년 야노우라 구니미쓰(긴테쓰 버펄로스)가 기록한 이래 53년 만의 두 번째이다. 다음날 3월 30일도 출전했지만 하나마키히가시 고등학교의 선배이기도 한 세이부의 선발 투수 기쿠치 유세이에게서 2개의 삼진을 당했다. 그 후에도 하위 타선에 출전하여 2군 경기에서 투수로서 조정하고 있었지만 4월 13일 오릭스와의 경기(홋토못토 필드 고베)에서 외야 수비 도중에 오른쪽 발목 부상을 당해 곧바로 출장 선수 등록이 말소됐다.

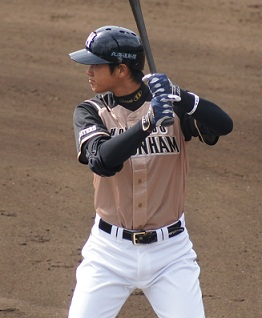
타석에서의 오타니(2013년)

5월 4일에는 1군에 복귀했고 이틀 후인 5월 6일 세이부와의 경기(세이부 돔)에서는 프로 데뷔 후 처음으로 1번 타자로서 출전했다. 5월 23일 도쿄 야쿠르트 스왈로스와의 경기에서는 투수로서 첫 등판과 동시에 첫 선발로 등판했는데 5이닝 동안 2실점을 기록하여 승패는 연결되지 못했지만 신인 투수의 첫 등판으로는 역대 가장 빠른 157 km/h를 기록했다. 이 경기에서는 첫 등판을 기념하여 구단으로부터 관객들에게 ‘이도류 클리어 파일 세트’와 관전증명서가 배포됐다. 5월 27일 한신 타이거스와의 경기(한신 고시엔 구장)에서는 고교 3학년 때 선발 고교 야구 대회 이후 처음이 되는 후지나미 신타로와의 맞대결이 성사됐다. 티켓이 사전 예약만으로 매진이 되었고 컬래버레이션 상품이 발매되는 등 큰 성황을 이루었다. 경기에서는 ‘5번·우익수’로서 선발 출전하여 프로 데뷔 후 처음이 되는 중심 타선에 들어가 후지나미에게서 2개의 2루타를 때려냈다.
6월 1일 주니치와의 경기에 선발 투수로 나오면서 5이닝 3실점으로 프로 데뷔 첫 승리를 거뒀고 6월 15일 히로시마 도요 카프와의 경기에서 고졸 신인으로서는 1993년의 마쓰이 히데키(요미우리 자이언츠) 이후 20년 만에 3번 타자로서의 선발 출전을 이루게 됐다. 6월 18일 히로시마와의 경기(마쓰다 스타디움)에서는 센트럴 리그 구단 주최 경기에서 지명타자를 쓸 수 없다는 것도 있고 해서 5번·투수로서 선발 출전했다. 선발 투수가 3 ~ 5번 타자로 나선 것은 1963년의 가지모토 다카오(한큐 브레이브스) 이후 50년 만의 일이다. 투수로서는 4이닝 동안 3실점을 내주며 강판됐지만 강판된 이후에 우익수로서 수비에 오르는 등 타자로서는 1안타 1타점을 기록했다. 7월 10일 라쿠텐과의 경기(K스타 미야기)에서는 나가이 사토시로부터 프로 데뷔 첫 홈런을 때려냈는데 고졸 신인으로서의 프로 첫 승리와 프로 첫 홈런을 동시에 기록한 것은 1967년 에나쓰 유타카(한신 타이거스) 이후 46년 만의 일이다. 다음날 11일(라쿠텐전) 경기를 앞둔 연습 도중에 외야를 달리고 있던 중 연습 타구로 날아온 공이 오른쪽 관자놀이 부근을 직격하여 경기에 결장, ‘오른쪽 광대뼈 부전골절’이라는 진단을 받았지만 그로부터 3일 뒤인 7월 14일 지바 롯데 마린스와의 경기에서 대타로 복귀해 오타니 도모히사로부터 자신의 첫 대타 홈런이자 연고지 첫 홈런·2경기 연속 홈런이 되는 2호 홈런을 때려냈다.
같은 해 올스타전에서도 팬 투표로 외야수로서 처음으로 선정돼 1차전에서는 5회에 투수로서 등판, 1이닝 2피안타 무실점과 최고 속도 157 km/h를 기록하는 투구를 보여 마운드에서 내려온 이후에는 좌익수 수비로도 오르는 등 타석에서는 2타수 무안타를 기록했다. 2차전에서는 고졸 신인으로서의 올스타전 사상 첫 1번 타자로 기용돼 첫 번째 타석에서 올스타전 첫 안타가 되는 우중간에 2루타를 날렸다. 3차전에서는 고졸 신인으로서 1986년 기요하라 가즈히로 이후가 되는 올스타전에서의 첫 타점을 기록해 감투 선수상과 스카이 액티브 테크놀로지상을 수상했고 상금 100만 엔과 마쓰다 자동차 1대가 부상으로 주어졌다.
8월 9일 지바 롯데와의 경기에서는 6회에 프로 데뷔 후 처음으로 구원 등판했고 8월 18일 후쿠오카 소프트뱅크 호크스와의 경기(오비히로의 숲 야구장)에서는 5번·우익수로 선발 출전하여 8회부터는 투수로서 등판하는 등 1이닝을 1피안타 무실점으로 막아냈다. 8월 23일 오릭스와의 경기에서 투수로서 선발 등판해 프로 데뷔 후 처음으로 포크볼을 섞어 던져 프로 데뷔 후 개인 최다 기록인 9개의 탈삼진을 기록하는 투구로 시즌 3승째를 올렸다. 투수로서는 13경기에 등판하여 3승 무패, 평균 자책점 4.23을 기록했고 타자로서는 77경기에 출전해 타율 2할 3푼 8리, 3홈런, 20타점을 기록했다.

#### 2014년
3월 30일 오릭스와의 경기(삿포로 돔)에서 프로 데뷔 후 처음으로 맹타상을 기록했다. 4월 12일 세이부와의 경기(삿포로 돔)에서 프로 데뷔 후 처음으로 두 자릿수 탈삼진 기록과 시즌 첫 승리를 올렸고 5월 13일 세이부와의 경기(하코다테 오션 스타디움)에서는 9이닝 동안 6피안타 9탈삼진의 호투로 프로 데뷔 첫 완봉승을 올렸다. 6월 4일 히로시마와의 경기(삿포로 돔)에서 퍼시픽 리그 사상 최고 속도인 160 km/h를 측정했고 그 후에도 6월 11일 요미우리전(삿포로 돔), 6월 18일 한신전(한신 고시엔 구장), 6월 25일 요코하마 DeNA 베이스타스와의 경기(요코하마 스타디움)에서 최고 속도인 160 km/h를 4경기 연속으로 기록, 타 구장에서도 측정됐다. 20세가 된 7월 5일의 지바 롯데와의 경기에서 프로 데뷔 후 처음으로 한 경기 2개의 홈런을 기록했다. 7월 9일 라쿠텐과의 경기(라쿠텐 Kobo 스타디움 미야기)에서는 매이닝 동안 16개의 탈삼진으로 1실점 완투로 시즌 8승째를 올렸는데 한 경기 16개의 탈삼진은 1980년에 기다 이사무 이래 나란히 구단 타이 기록을 세웠다. 매이닝 탈삼진은 자신으로선 처음이며 구단에서는 역대 10번째(13번째)이다. 또한 1968년 에나쓰 유타카의 20세 2개월을 경신하는 16개 탈삼진 이상의 일본 프로 야구 최연소 기록이 됐다.
올스타전에서는 전년도 외야수에 이어 투수로서 감독 추천으로 출전했다. 투수와 야수 양쪽 모두의 올스타전 출전은 세키네 준조 이래 두 번째이다. 7월 19일에 열린 올스타전 2차전(한신 고시엔 구장)에 선발 등판해서 1회말에 선두 타자인 한신의 도리타니 다카시를 상대로 2구째에서 올스타전 사상 최고 속도인 162 km/h를 측정했고 이후 요미우리의 아베 신노스케에게 초구에서도 같은 구속을 측정했다. 공식전을 포함하면 2008년에 당시 요미우리 소속이던 마크 크룬 이후 역대 두 번째의 타이 기록이다. 1이닝을 던져 타자 5명을 상대해 3피안타 1실점의 호투로 총 23개의 투구 중 160 km/h 이상이 12개였다. 경기는 12 대 6으로 퍼시픽 리그가 승리하면서 오타니가 승리 투수가 됐지만 20세 0개월에서의 선발 승리는 이케나가 마사아키의 19세 1개월에 이은 올스타전 최연소 기록이 됐다.
전반기 종료 시까지 7연승을 기록하고 있었지만 후반기 첫 등판이 된 7월 26일 라쿠텐과의 경기(코보스타 미야기)에서는 8이닝을 던져 5피안타 10탈삼진 2실점으로 승패는 연결짓지 못했고 8월 3일 소프트뱅크와의 경기(삿포로 돔)에서 일본인 최고 속도 타이 기록인 161 km/h를 측정했지만 7이닝을 던져 9피안타 2실점에서 패전 투수가 되는 등 연승 행진은 멈췄고, 시즌 2패째를 당했다. 그러나 8월 26일 소프트뱅크와의 경기(야후오쿠! 돔)에서 본인으로서는 처음으로 시즌 10승째를 올렸는데 퍼시픽 리그 사상 최초이자 그해 시즌에서 10승을 올려서 시즌 6호 홈런을 기록했다. 더 나아가 8월 29일 지바 롯데와의 경기(도쿄 돔)에서 지명타자로 출전, 첫회에 자신으로서는 처음으로 이틀 연속이 되는 시즌 8호 홈런을 기록했는데 이것에 의해 두 자릿수 승리를 거둔 투수로서는 1950년 요미우리의 후지모토 히데오(26승)가 7호 홈런의 일본 프로 야구 기록을 경신했다. 9월 7일 오릭스와의 경기(교세라 돔)에서 시즌 10호 홈런을 기록해 일본 프로 야구 사상 최초가 되는 ‘동일 시즌에서 두 자릿수 승리와 두 자릿수 홈런’ 기록을 달성했다. 10월 5일 라쿠텐과의 경기(삿포로 돔)에서 첫회에 긴지를 상대로 투구가 구속 162 km/h를 측정해 자기 최고 속도와 일본 프로 야구 시즌 공식전 기록(2008년 6월 1일에 마크 크룬이 기록)을 나란히 수립했고 요시노리의 일본인으로서 프로 야구 최고 속도와 스스로의 퍼시픽 리그 기록을 경신했다.
포스트 시즌인 10월 11일 오릭스와의 클라이맥스 시리즈 퍼스트 스테이지 1차전(교세라 돔)에서는 포스트 시즌 첫 등판이자 선발로 나섰다. 2회에는 2사 만루 상황에서 2개의 4사구를 주면서 2연속 밀어내기로 2점을 내줬지만 6이닝을 던져 5피안타 3실점의 호투로 클라이맥스 시리즈 첫 승리 투수가 됐다. 20세 3개월에서의 클라이맥스 시리즈 승리 투수는 2009년의 다나카 마사히로의 20세 11개월을 경신하는 사상 최연소 기록이다. 투수로서는 24경기에 등판하여 11승 4패, 평균 자책점 2.61을 기록했고 타자로서는 86경기에 출전해 타율 2할 7푼 4리, 10홈런, 31타점을 기록했다.
오프에는 미일 야구 2014의 일본 대표팀 선수로 발탁돼 등번호는 과거에 와쿠이 히데아키 등이 착용했던 16번으로 정해졌다. 1차전에서는 중간 계투로 등판하여 1이닝을 3자 범퇴로 막아냈다. 선발로 등판한 5차전에서는 4이닝 동안 2실점 7탈삼진의 결과를 남겼지만 패전 투수가 됐다. 이날 경기에서 오타니는 다음과 같이 말했다.

카운트를 잡으려고 했는데 안타를 맞아서 그 점에 대해선 반성할 점입니다. 파울을 잡으려고 하는 피칭이 잘 됐으면 좀더 좋은 결과가 나왔을 거라고 생각했습니다. 그리고 선두 타자에 대해서는 좀더 신경을 써야했습니다. (7탈삼진에 대해서는)삼진을 노렸을 때 헛스윙을 유도할 수 있어서 매우 좋았습니다.

12월에는 고졸 3년차 선수로선 마쓰자카 다이스케 이래 역대 두 번째가 되는 연봉 1억 엔(추정치)으로 계약을 갱신했다.

#### 2015년
3월 27일 라쿠텐과의 경기(삿포로 돔)에서 자신으로서는 처음으로 개막전 선발 투수를 맡아 5와 2/3이닝을 피안타 3개, 1실점의 호투로 승리 투수가 됐다. 5월 14일 세이부와의 경기(세이부 돔)에서 팀으로서는 1979년 다카하시 나오키 이래 완투 승리를 따내면서 개막 6연승을 장식했다.
그러나 한편으로 타격면에서는 저조했는데 4월 1일 지바 롯데와의 경기(QVC 마린필드)에서는 상대 선발 후지오카 다카히로로부터 야수로는 2경기째이자 6번째 타석에서 프로 데뷔 이래 최고 속도가 되는 제1호 홈런을 날렸지만, 4월 19일 소프트뱅크와의 경기에서는 프로 입문 이후 처음으로 1경기에서 삼진 4개를 당하는 불명예스런 기록을 남겼다. 올스타전 투수 부문에서는 2위인 마키타 가즈히사와 28만 표 이상의 큰 표차를 따돌리고 선출됐다. 투수와 야수에서 올스타전 팬 투표로 선출된 사례는 1953년에 투수 부문, 1963년에 외야수 부문에서 선출된 세키네 준조(당시 긴테쓰 소속) 이래 두 번째가 됐다. 7월 17일에 열린 올스타전 1차전에 선발 등판하여 첫회 투 아웃 상황에서 오타니가 야마다 데쓰토에게 던진 초구는 157 km/h의 직구를 던졌고 2구째는 “한 번도 던진 적은 없다. 향후에도 던질 것은 없다”라고 말할 정도의 시속 89 km/h의 슬로우 커브를 던졌는데 초구와는 실로 68 km/h의 차이를 기록했다. 2회 2사 1루에서 가와바타 신고에게 던진 3구째는 “1구만(구속을) 노리러 갔다”라고 말했는데 이날 최고 속도인 159 km/h의 직구를 던졌다. 그리고 마지막에는 94 km/h의 슬로우 커브를 던지면서 3루 직선타로 잡았다. 결과는 2이닝 2피안타 1실점의 성적을 남겼다. 8월 8일 라쿠텐과의 경기에서 자신으로서는 처음이 되는 끝내기 안타를 기록했다. 8월 18일 지바 롯데와의 경기(QVC 마린필드)에서 9이닝 12탈삼진으로 완봉승을 거두는 등 작년에 기록한 11승을 웃도는 개인 최다 성적인 12승째를 올렸다.
최종적으로 10월 6일에 퍼시픽 리그의 모든 일정이 종료된 시점에서 리그 1위인 15승, 평균 자책점 2.24, 승률 7할 5푼의 성적으로 다승왕, 최우수 평균 자책점, 최고 승률 등의 투수 부문 3관왕을 차지하는 영예를 안았다. 고졸 3년차로서의 15승에 도달한 사례는 닛폰햄 구단으로서는 2007년에 다르빗슈 유 이래가 됐다. 그런 한편으로 야수로서는 시즌을 통해 침체에서 벗어나지 못하고 시즌 도중부터 지명타자를 곤도 겐스케에게 내줬다. 타율도 2할 2리에 끝나면서 저조한 성적을 남겼다. 10월 9일에는 제1회 WBSC 프리미어 12의 28명 최종 명단에 올랐다.
WBSC 프리미어 12에서는 투수로서 활약했는데 개막전인 대한민국전에 선발 등판해 6이닝을 2피안타 무실점으로 막아내는 활약을 보여 팀 승리에 기여했다. 준결승전인 대한민국전에서도 선발 등판하여 7이닝 동안 1피안타 무실점으로 막아냈지만 팀은 3대 4로 역전패를 당했다. 대회 기간 동안 호투를 보여줬다는 평가를 받아 프리미어 12 올스타팀(선발투수 부문)에 선정됐다. 그해 8월 17일, 일본 우편 홋카이도 지사가 오타니의 사진을 사용한 우표 세트를 홋카이도 내에서 발매한다고 발표했는데 프로 야구 선수의 사진이 새긴 우표를 판매하는 사례가 있었지만 닛폰햄의 선수로서는 처음이다. 9월 10일에는 제1회 WBSC 프리미어 12의 일본 대표팀 후보 선수로 발탁됐다.

#### 2016년
그 해에는 개막전 선발 투수를 맡았지만 타선의 지원을 받지 못했다가 선발 등판한 5경기에서 승리가 없었다. 하지만 선발 6경기째가 된 5월 1일 지바 롯데와의 경기(QVC 마린필드)에서 9이닝을 4실점으로 막아내며 시즌 첫 완투와 동시에 첫 승리를 장식했다. 그러나 5월 중간까지 평균 자책점 3점 대와 시즌 도중까지 투수로서 컨디션이 좋아질 때까지 시간이 필요했다. 타격에서도 호조를 보였는데 5월 11일 오릭스와의 경기(도쿄 돔)에서는 상대 선발 도메이 다이키로부터 자신으로서는 처음으로 4경기 연속 홈런을 기록했다. 5월 29일 라쿠텐과의 경기(코보스타 미야기)에서 퍼시픽 리그 사상 최초가 되는 지명타자를 해제해 6번·투수로서 선발 출전했다. 이 경기에서는 투수로서 7이닝 4피안타 1실점을 기록하여 시즌 3승째를 올렸고 타자로서는 3안타 1타점의 맹타상을 기록했다. 6월 5일 요미우리와의 경기(도쿄 돔)에서는 5번·투수로서 선발 출전하여 투수로선 4회에 루이스 크루스와 상대할 때 자신이 가진 일본 프로 야구 공식전에서의 최고 속도 기록을 경신하는 구속 163 km/h를 측정했다.
7월 3일 소프트뱅크와의 경기(후쿠오카 야후오쿠! 돔)에서 자신으로선 처음으로 1번 타자 겸 투수로서 선발 출전해 타자로서는 초구를 노리며 선두 타자 홈런을 날렸고 투수로서는 8승째(4패)를 올리는 등의 활약을 보였다. 일본 프로 야구에 있어서 투수로서 1번 타자 신분으로 선발 출전한 것은 1971년 도야마 요시아키(야쿠르트) 이래 45년 만의 세 번째이지만 선두 타자 홈런은 사상 최초이다. 참고로 MLB에서도 과거에 투수의 선두 타자 홈런을 친 사례가 없다. 6월에는 4승 무패, 탈삼진 41개, 평균 자책점 0.29를 기록하며 자신으로서는 두 번째의 월간 MVP를 수상했다.
7월 10일 지바 롯데와의 경기에서 경기 도중 손가락 부상으로 강판됐고 그 영향으로 인해 약 2개월 동안 선발 투수로서의 등판은 없었다. 올스타전의 투수 부문에 팬 투표로 선출됐지만 손가락 부상으로 인해 던질 수 없게 되자 일본 야구 기구가 이를 고려하여 이례적으로 야수로서의 출장이 허용됐다. 7월 15일, 올스타전 1차전이 열리기 전에 치른 홈런 더비에서는 1차전에서 야마다 데쓰토, 결승전에서 야나기타 유키를 누르고 홈런 더비 우승을 이뤄냈다. 7월 16일에 열린 올스타전 2차전에서 5번·지명타자로 선발 출전해 자신의 첫 올스타전 홈런을 날리는 등의 활약으로 MVP에 선정되는 영예를 안았다. 7월 24일 오릭스와의 경기에서 3년 만이 되는 구원 등판으로 1이닝을 무실점 호투하여 프로 첫 홀드를 기록했다. 또한 9월 7일 지바 롯데와의 경기에서는 약 2개월 만에 선발 투수로 복귀했고, 9월 13일 오릭스와의 경기에서는 이토이 요시오와 상대하면서 자신이 가진 일본 프로 야구 공식전에서의 최고 속도 기록을 경신하는 구속 164 km/h를 측정했다.
9월 28일 세이부와의 경기(세이부 돔)에서 9이닝 1피안타 15탈삼진 무실점을 기록하며 완봉 승리를 거두어 닛폰햄의 4년 만에 리그 우승 달성에 큰 기여를 했다. 이 경기에서는 10승을 올려 자신으로서는 두 번째로 ‘같은 시즌에 두 자릿수 승리와 두 자릿수 홈런’을 동시에 달성하는 등 일본 프로 야구 사상 최초로 ‘10승, 100안타, 20홈런’을 달성했다. 그런 반면에 규정 투구 이닝이 남은 3이닝에 미치지 못했기 때문에 2년 연속 최우수 평균 자책점 타이틀은 놓쳤다.
포스트 시즌인 클라이맥스 시리즈 파이널 스테이지에서는 1차전에 8번 타자 겸 투수로 선발 출전하여 타자로서 2타수 1안타, 투수로서 7이닝 1피안타 6탈삼진 무실점의 호투로 첫 승리 투수가 됐다. 5차전에서는 3번·지명타자로 선발 출전하여 팀이 7대 4로 앞선 9회초에 지명타자를 해제하고 마무리 투수로서 등판, 자신의 첫 세이브를 기록하여 팀의 4년 만에 일본 시리즈 진출을 결정지었다. 이날 경기에서 자신이 가진 일본 프로 야구 최고 속도 기록을 경신하는 구속 165 km/h를 기록했다. 히로시마 도요 카프와 맞붙은 일본 시리즈에서는 1차전(마쓰다 스타디움)에서 8번·투수로 선발 출전했지만 6이닝 3실점을 기록하여 패전 투수가 됐다. 투수로서는 1차전에만 등판했는데 타자로서는 2차전 9회초에 대타로 출전하면서 3, 4, 5차전(삿포로 돔)에서는 3경기 모두 3번·지명타자로 선발 출전했다. 특히 3차전에서는 연장 10회말에 2사 주자 2루 상황에서 히로시마의 오세라 다이치로부터 끝내기 적시타를 날려 팀의 일본 시리즈 첫 승리에 기여했다. 팀은 2패를 당한 뒤에 4연승을 기록, 4승 2패의 성적으로 일본 시리즈 정상에 올랐고 오타니 자신도 첫 일본 시리즈 우승을 경험했다. 우승이 결정된 6차전에서는 출전 기회가 없긴 했지만 점수가 4대 4 동점, 8회초 2아웃 만루, 타석에 나카타 쇼, 다음 타자가 투수인 앤소니 배스라는 상황에서 오타니가 대기타석에 있었다. 훗날 구리야마 감독은 ‘오타니를 기용할 생각은 전혀 없었다’라고 상대 투수 제이 잭슨에 대한 압박을 가하려는 의도가 있었다고 밝혔다. 결과적으로 나카타는 밀어내기 볼넷으로 그 후 이 8회에만 총 6득점이 들어간 것에 의해 승패가 갈랐다. 10월 18일에는 ‘사무라이 재팬 - 야구 네덜란드 대표, 야구 멕시코 대표 강화 경기’의 일본 대표팀 선수로 발탁됐다. 도쿄 돔에서 열린 11월 13일 네덜란드전에서는 7회초에 때려낸 우측 방향의 타구가 천장에 들어가면서 규정에 의해 2루타가 됐다. 참고로 이 사례는 2002년에 마쓰이 히데키가 기록한 이후 처음이다.
11월 25일, 퍼시픽 리그 베스트 나인 수상자가 발표돼 사상 최초로 투수와 지명타자 등 2개 포지션 부문에서 수상을 이뤘다. 원래 베스트 나인 투표 규정이 투수 부문과 야수 부문의 중복 투표는 금지돼 있었지만 이 시즌에서 오타니의 활약상을 고려하여 9월 하순에 규정이 변경됐다.
12월 22일, 호리프로와 매니지먼트 계약을 맺었다.

#### 2017년
포스팅 시스템을 통해 메이저 리그 진출을 선언하였다. 2017년 12월 9일 7팀의 최종 후보 중에서 로스앤젤레스 에인절스와 계약에 합의하였다. 오타니의 에이전트는 "LA 에인절스와 강한 유대감을 느꼈다. 에인절스는 오타니가 메이저 리그에서 자신의 꿈을 이루는데 최선의 도움을 줄 것"이라고 밝혔다.
오타니의 능력은 투수로서 더 높게 평가되고 있다. 미국 현지에서도 오타니의 능력을 높게 평가하는 한편, 오타니가 던지는 패스트볼과 변화구 공략이 결코 쉽지 않을 것으로 내다봤다.
LA 에인절스 입단 후 나온 TV 인터뷰 영상에서 오타니 본인은 고교 시절 투수보다 타자가 더 자신 있었다고 한다. "왜 나는 투수 평가가 더 높을까"라는 생각을 했었고 미국에서 평가는 "투수 오타니" 밖에 생각하지 않았다고 한다. 고교 시절 감독도 미국에서는 "투수 오타니"만 생각했고 감독 본인도 그렇게 생각했다고 한다. 비교적 일본 구단들은 "타자 오타니"의 평가가 상당히 높았다고 한다. (드래프트 당시에는 투수로 지명)

### 로스앤젤레스 에인절스

#### 2018년
메이저 리그 베이스볼 올해의 신인상을 받았다.

#### 2019년
6월 13일 탬파베이 레이스와의 경기에 출전해 일본인 최초로 사이클링 히트를 달성했다.

#### 2020년
부상과 부상 후유증으로 투타 모두 부진한 시즌을 보냈다.

#### 2021년
2021년에는 자신의 첫 메이저 리그 베이스볼 최우수 선수상을 수상했다.

#### 2022년
8월 9일, MLB에서 베이브 루스 이후 약 104년 만에 두 자릿수 승수와 두 자릿수 홈런을 달성했고, 10월 5일에는 현대 MLB에서 투수와 타자 모두 규정 타석(투구수, 타석)을 채운 최초의 선수가 됐다.

#### 2023년
44개의 홈런을 기록하며 아시아인 최초로 MLB 홈런왕에 등극했다.

### 로스앤젤레스 다저스

#### 2024년
9월 19일 론디포 파크에서 열린 마이애미 말린스와의 원정 경기에서 MLB 역사상 최초로 시즌 50홈런 & 50도루를 달성했다. 포스트시즌에서는 뉴욕 양키스를 꺾고 월드 시리즈에서 우승했다. 이후 지명 타자로서는 처음으로 정규 시즌 MVP를 수상했다.

## 플레이 성향

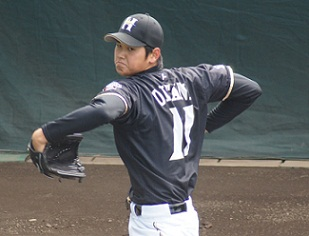
오타니의 투구폼(2013년)

일본 프로 야구에서 지극히 보기 드문 투수와 타자를 겸하는 ‘이도류’ 선수이다. 퍼시픽 리그 주최 경기에서는 지명 타자를 해제하고 선발 투수이면서도 타석에 들어간 경우와 센트럴 리그 주최 경기에서는 선발 투수이면서도 주축을 치는 경우도 있다. 투수로서만 선발 등판하는 경우와 야수로서만(주로 지명타자나 우익수) 선발 출전하는 경우 외에도 투수로서 선발 출전하여 강판된 후에 야수로서 우익 수비에 오르는 형태, 야수로서의 선발 출전과 경기 중간의 이닝부터 구원으로 등판하는 경우도 있다.

### 투수
오버핸드에서 평균 구속 97 mph(156 km/h), 최고 구속 165 km/h의 직구와 프로 입문 후에 던지기 시작한 평균 구속 약 139 km/h의 포크볼을 축으로 날카로운 브레이크가 들어간 슬라이더와 평균 구속 약 115 km/h의 커브를 던진다. 드물게 컷 패스트볼이나 체인지업도 투구에 끼워 넣는다. 고등학교 시절엔 안정적인 투구폼과 체력을 과제로 삼았고 고교 통산 145개의 탈삼진에 대해서 61개의 4사구를 기록하는 등 제구력에는 어려움이 있어 NPB 통산 볼넷 허용률 은 3.3에 달했다. 닛폰햄 시절 포수로서 배터리를 구성했던 곤도 겐스케는 “리듬을 타면 확실히 코스대로 컨트롤할 수 있지만 볼넷 때문에 무너지는 실점 패턴에 주의하고 있다”고 말했다.

### 야수
야수로서도 매우 뛰어난 선수로도 알려져 있는데, 고교 통산 56개 홈런의 장타력과 1루 도달 3.8초대의 준족, 강한 어깨를 갖춰 프로 구단 스카우트로부터 “다카하시 요시노부와 같은 유형의 3관왕을 노릴 수 있는 타자”, “마쓰이 히데키 이래의 장거리 타자”라는 평가를 받았다. 프로에 입문한 이후에도 그러한 평가는 변함없을 정도였고 오 사다하루는 “일본인으로서 나의 기록을 넘을 수 있는 뛰어난 선수”라고 말하고 있다.
지명타자의 어려움에 대해서는 “단적으로 말하면 대타로 4번 출전하는 것과 같다. 얼마나 집중하면서 경기에 임하는지가 가장 중요하다고 생각한다”라고 말했다.

## 전문가에 의한 찬반 논쟁
위에서 말한 ‘이도류’라는 기용법에 관해서는 투수와 타자 모두를 계속하는 것에 대한 찬반 양론이 있었는데 장래에 투수와 타자 중 어느 한쪽을 전념해야 하는가에 대해서도 전문가나 프로 선수 사이에서도 여러 의견이 있다.

### 이도류 찬성측
나가시마 시게오
입단 직후의 오타니를 보며 “타자도 물론 좋겠지만 나는 뭐니뭐니해도 투수다. 여하튼 그는 일본인이 가지고 있지 않은 걸 가지고 있다. 무엇보다 체격이 좋다. (신장도)194.5cm나 된다. 그러한 몸동작이 좋다. 그 움직임을 보면 ‘역시 메이저 리그의 투수이다’라는 생각이 든다”라고 말했다.
오 사다하루
장래를 생각해서 투수와 타자 중 한쪽에만 전념해야 한다는 견해를 가지면서도 “200승, 2000안타 중 어느 쪽인가 하고 말하지 말고 양쪽 모두 달성해서 명구회에 오면 된다. 이도류를 계속한다면 그 정도의 자세로 분발하면 된다”라고 말했다.
오치아이 히로미쓰
“모처럼 자신이 하고 싶다고 말하는데 그런 새싹을 제거할 필요가 없다. 한 번 시켜 보고, 결과에 대한 책임은 본인 스스로가 지면 된다”라고 이도류를 권하고 싶다는 입장을 밝혔다.
마쓰이 히데키·다나카 마사히로
두 사람 모두 본인의 의사를 중시한 선택을 권했다. 마쓰이는 “가능하다면 양쪽 모두 계속하면 좋고 언젠가 어느쪽으로 결정한다면 그것도 좋다고 생각한다”라고 말했고 다나카도 “좀처럼 있을 수 있는 일은 아니다. 납득할 때까지 하면 된다”라고 말했다.

### 투수측
노무라 가쓰야
이도류를 계속하길 권했는데 “그 정도로 배팅과 피칭이 할 수 있다면 대찬성이다. 지금껏 어느 누구도 하지 않았던 걸 한다는 자체가 매력이다. ‘10년에 한 명꼴의 뛰어난 선수’라고 부를 사람은 곧잘 있지만 프로 야구 80년 역사에서 저런 선수는 처음일 것이다”라고 말했다. 하지만 노무라는 2017년 4월 인터뷰에서 “‘두 마리 토끼를 쫓다가는 자칫 한 마리도 잡지 못한다’가 되는 거 아닌가”, “투수는 몸이 완전하지 않으면 던질 수 없다. 전력투구는 전신을 사용하기 때문에 어디 한 군데의 부상도 나와서는 안 된다. 내가 감독이라면 오타니는 불만없이 투수로 기용하고 싶다. 타자는 언제라도 전향할 순 있지만 165 km를 던지는 선수는 없기 때문에”라고 의견을 바꿨다.
다르빗슈 유
“넘버원이 될 가능성이 있다면 투수니까 넘버원이 될 가능성을 잡는게 좋다. (이도류는)프로 야구의 인기를 생각한다면 보면 볼수록 재미있고 흥미롭겠지만 본인이 만약 메이저 리그에 가고 싶다고 하면 금방 발목을 잡을 것이다”라고 말했다.
다카하시 나오키
“많은 돈을 내고 영입할 선수에게 메이저 리그는 그런 위험이 많은 일은 하지 않는다. 각 팀 모두, 지명타자는 가장 몸값이 비싼 간판 타자가 맡을 것이고 수비할 곳도 없다. 모처럼 투수로서 가능성이 있으니 진심으로 메이저 리그를 노린다면 타자는 일찌감치 포기해야 한다”라고 말했다.
이도류 경험 선수
실제로 메이저 리그에서 이도류를 경험한 브룩스 키슈닉(Brooks Kieschnick)은 “여기에 오면 양쪽 모두를 시키는 일은 없다. 양쪽 모두를 하고 있으면 여러 가지 일들이 발생하기 때문이다. 예를 들면 자신의 타구를 발목이나 발끝에 맞아서 골절이라도 생기면 어떻게 할까. 특히 연간 500 ~ 2000만 달러나 버는 선수라면 우선은 무리이다”라고 말했다.
대학 시절에 이도류 선수로서 활약했던 존 올러루드(John Olerud)는 “아마도 프로팀은 오타니가 100마일을 던질 수 있다면 그를 지키고 싶어할 것이다. 그리고 투수로서 던지게 하고 싶을 것이다. 왜냐하면 수비를 할 때는 무리한 자세로 던져야 할 때도 있다. 그럴 때에 팔이라도 아프면 어떻게 해야 하는가”라고 말했다. 다만 베스트 나인을 2개 부문에서 수상한 2016년 오프에는 MLB 기구가 공식 홈페이지에서 ‘전설의 탄생’으로서 오타니의 동시 수상을 알리는 등 ‘이도류’ 기용을 염두에 두면서 오타니에 주목하는 메이저 리그 구단도 나타나고 있다.

### 타자측
스즈키 이치로
타자에만 전념할 것을 권했고 그 이유는 다음과 같이 말했다.

‘타자였으면 좋았을텐데’라고 생각했어요. 실제 그라운드에서 상대해 보지 보지 않은 거리감에서의 이야기이지만 그 정도의 타자는 없다고 생각합니다. (이도류는) 투수를 하고 그 다음날에 외야수로 뛸 수 있다면 두 가지를 다해도 괜찮다고 생각합니다.— 이치로

## 에피소드
- 신장은 193cm, 체중은 일본 야구 기구 공식 프로필상으로는 97kg,[135] 메이저 리그 공식 프로필상으로는 210lbs(약 95kg)[136]이지만 2022년에 언론과의 인터뷰에서 자신의 현재 체중은 225파운드(102kg)라고 밝혔다.[137] 신발 사이즈는 28.5cm이다.[138]
- 아버지는 이와테 현립 구로사와지리 공업고등학교 시절에 외야수로 활약했고 졸업 후에 미쓰비시 중공업 요코하마에서 활약했던 전직 사회인 야구 선수였다. 현재는 가네가사키 시니어 감독을 맡고 있다.[139] 어머니는 전직 배드민턴 선수 출신으로 국민 체육 대회에 출전한 경력도 갖고 있다. 또 7살 연상의 친형인 오타니 료타는 전 고치 파이팅독스 선수이며 현재 토요타 자동차 동일본에서 활약하고 있는데 신장 187cm의 외야수이다.[140] 그리고 두 살 연상의 누나도 있다.
- 좋아하는 선수는 다르빗슈 유,[12] 클레이턴 커쇼를 꼽았다.[141]
- 고등학교 시절엔 야수로서도 높은 평가를 받고 있었지만 본인은 투수에 대한 애착이 강해서[142] ‘세계 제일의 투수’를 목표로 하고 있으며 메이저 리그에 대한 강한 목적 의식을 가지고 있다.[12] “아무도 할 수 없었던 그런 걸 하고 싶다. 노모 히데오도 그렇고, 성공하면 고등학교에서 메이저 리그 진출이라는 길도 개척할 수 있다고 생각한다. 160 km/h의 목표를 세웠을 때에는 ‘무리가 아닐까’하는 이야기도 있었지만 그런 말을 들으면 반드시 하고 말겠다는 생각이 든다. 자극이라고 할까, 의욕이 생긴다”는 마음가짐으로[12] 고등학교 3학년 때 일본 프로 야구를 거치지 않고 직접 메이저 리그 구단과의 계약을 목표로 할 의향이 있음을 밝히며 “일본을 선택했을 경우라도 신체적으로 피크라고 할 수 있는 25세에 메이저 리그에 도전하고 싶다”[119], “미국 야구 명예의 전당에 입성한 최초의 일본인 투수가 되고 싶다. 메이저 리거로 전당에 입성하려면 적어도 15년 정도는 메이저 리그에 있어야 한다고 하니 서른 살 가까이 돼서 메이저 리그에 도전하는 건 늦다고 생각한다”[12], “마이너 리그에서 올라와 메이저 리그로 가는 것도 매력”이라고 하면서[19] 닛폰햄 입단을 공식 표명한 이후에도 “역시 최종적으로는 메이저 리그에 가고 싶다고 생각하였고 나 자신이 동경하는 장소”라고 말했다.[143] 미국에서 생활할 각오에 대해서도 “그럴 마음이 있다”라고 하면서[12] 미국과 일본의 문화나 언어, 야구의 차이에 대해서는 “맞고 안 맞고를 떠나서 익숙해지는 문제라고 본다. 그런 의미까지 포함해서 젊을 때 익숙해지는 게 좋다고 생각한다. 그러니 불안하지 않다”라고 말했다.[142]
- 팀 동료인 우와사와 나오유키는 “내가 1학년 위인데도 자연스럽게 대한다. 반말로 말을 걸어올 때도 있는데 개구쟁이 같은 부분도 있다. 하지만 평상시에는 예의 바르다”라고 말했다.[144] 또 다른 팀 동료인 가기야 요헤이는 “투수와 야수를 모두 다하고 있으므로 팀원 전체를 만나고 이야기하게 되어 있다. 누구에게도 스스럼없이 이야기하고, 할 일은 확실하게 하는 성격이다. 모두와 친하게 지내고 있다”라고 말했다.[144]
- 사적으로는 외출을 거의 하지 않고, ‘이도류를 하려면 참아야 할 것이 많다’라는 방침 때문에 외출할 때는 감독인 구리야마 히데키에게 허가를 얻어야 하지만 본인은 “제한당해도 당하지 않아도 달라지지 않는다고 생각한다. 뭔가 특별히 하고 싶은 것이 없으니 괜찮다고 생각한다”라고 말했다.[145] ‘취미가 없다’라고도 공언했는데 취미를 굳이 꼽자면 독서와 DVD 감상이다.[146] 독서에 대해서는 “때에 따라 다르지만 읽을 수 있을 때는 하루 만에 단번에 읽어버리고 이동할 때나 시간이 있을 때는 졸리지 않고 읽고 있다”라고 말했다.[147] 만화에서는 이노우에 다케히코의 《리얼》이나 《슬램 덩크》, 데라지마 유지의 《다이아몬드 A》 등을 읽은 적이 있다고 말했다.[148][149]
- 좋아하는 음식은 크레이프. 본인은 양과자를 매우 좋아하지만 영양 관리를 위해 비교적 유분이 적은 화과자를 먹고 있다고 한다.[150]
- 좋아하는 과목은 역사인데 그 이유는 “특히 막부 말기를 좋아한다. 일본이 근대적으로 변해가기 위한 새로운 시도들이 많았고 역사적으로 봐도 큰 변화가 있는 시대였다. ‘혁명’이나 ‘유신’같은 것에 끌린다”라고 말했다.[142]

- 2024년 전 여자 농구 선수 다나카 마미코와 결혼했다.[151][152]

## 상세 정보

### 출신 학교
- 하나마키히가시 고등학교

### 선수 경력
NPB
- 홋카이도 닛폰햄 파이터스(2013년 ~ 2017년)

MLB
- 로스앤젤레스 에인절스(2018년 ~ 2023년 )
- 로스앤젤레스 다저스(2024년 ~ )

국가 대표 경력
- 2015년 WBSC 프리미어 12 일본 국가대표

### 수상·타이틀 경력

#### 타이틀
- 다승왕: 1회(2015년)
- 최우수 평균 자책점: 1회(2015년)
- 최고 승률: 1회(2015년)

#### 수상
NPB
- MVP: 1회(2016년)
- 베스트 나인: 3회
  - 투수 부문: 2회(2015년 ~ 2016년)
  - 지명타자 부문: 1회(2016년) ※사상 최초로 투수 부문과 야수 부문에서의 동시 수상[104]
- 월간 MVP: 2회(2015년 4월, 2016년 6월)
- 최우수 배터리상: 1회(2015년)[153]
- ‘조지아혼’상 연간 대상: 1회(2014년)
- ‘조지아혼’상: 1회(2014년도 제2회)
- 삿포로 돔 MVP: 1회(2015년)
- 센트럴·퍼시픽 교류전 우수 선수상(닛폰 생명상): 1회(2016년)
- 올스타전 MVP: 1회(2016년 2차전) ※지명타자로서 출장
- 올스타전 감투 선수상: 1회(2013년 3차전) ※우익수로서 출장
- 호치 프로 스포츠 대상(2014년)
- 2015년 WBSC 프리미어 12 올스타팀 ※선발 투수 부문

MLB
- 아메리칸 리그 주간 MVP: 2회(2018년 4월 2일 ~ 4월 8일, 2018년 9월 3일 ~ 9월 9일)
- 아메리칸 리그 월간 신인 MVP: 2회(2018년 4월, 2018년 9월)
- 신인왕(2018년)

### 개인 기록

#### 투수 기록
- 첫 등판·첫 선발: 2013년 5월 23일, 대 도쿄 야쿠르트 스왈로스 2차전(삿포로 돔), 5이닝 2실점에서 승패는 연결되지 않음
- 첫 탈삼진: 상동, 2회초에 블라디미르 발렌틴으로부터 헛스윙 삼진
- 첫 승리·첫 선발 승리: 2013년 6월 1일, 대 주니치 드래곤스 4차전(삿포로 돔), 5이닝 3실점
- 첫 완투 승리·첫 완봉 승리: 2014년 5월 13일, 대 사이타마 세이부 라이온스 7차전(하코다테 시 지요가다이 공원 야구장), 9이닝 9탈삼진
- 첫 홀드: 2016년 7월 24일, 대 오릭스 버펄로스 15차전(삿포로 돔), 6회초에 2번째 투수로서 구원 등판, 1이닝 무실점
- 한 경기 16탈삼진: 2014년 7월 9일, 대 도호쿠 라쿠텐 골든이글스 전(라쿠텐 Kobo 스타디움 미야기) ※구단 타이 기록, 20세 0개월에서의 16탈삼진 이상은 일본 프로 야구 최연소 기록, 야구계에서는 2011년 다나카 마사히로 이래 18번째(20번째)
- 매이닝 탈삼진: 상동, 구단 사상 10번째
- 클라이맥스 시리즈 최연소 승리 투수(20세 3개월): 2014년 클라이맥스 시리즈 퍼스트 스테이지 1차전

#### 타격 기록
- 첫 출장·첫 선발 출장: 2013년 3월 29일, 대 사이타마 세이부 라이온스 1차전(세이부 돔), 8번·우익수로서 선발 출장
- 첫 타석: 상동, 3회초에 기시 다카유키로부터 삼진
- 첫 안타: 상동, 5회초에 기시 다카유키로부터 우익선상 2루타
- 첫 타점: 상동, 6회초에 기시 다카유키로부터 우전 적시타
- 첫 도루: 2013년 6월 29일, 대 사이타마 세이부 라이온스 11차전(삿포로 돔), 6회말에 2루 안착(투수: 도가메 겐, 포수: 우에모토 다쓰유키)
- 첫 홈런: 2013년 7월 10일, 대 도호쿠 라쿠텐 골든이글스 10차전(일본제지 클리넥스 스타디움 미야기), 4회초에 나가이 사토시로부터 우월 2점 홈런

#### 그 외의 기록
- 올스타전 출장: 4회
  - 야수: 1회(2013년)
  - 투수: 3회(2014년 ~ 2016년)[주 8] ※2016년에는 투수로서 선출됐지만 부상(오른쪽 가운뎃손가락 부상을 당한)에 의해 야수로서 출전
- 시즌 두 자릿수 홈런과 두 자릿수 승리: 2014년 ※일본 프로 야구 사상 최초(MLB를 포함하면 베이브 루스 이래 96년 만의 기록)
- 시즌 두 자릿수 홈런과 두 자릿수 승리: 2016년 ※자신으로서는 2번째(두 번째 달성은 MLB 등 세계 프로 리그를 포함해도 사상 최초)
- 시즌 10승·10홈런·100안타: 2016년 ※일본 프로 야구 사상 최초(MLB 등 세계 프로 리그를 포함해도 사상 최초)
  - 시즌 10승·20홈런·100안타: 2016년

#### 구속에 관한 기록
- 165 km/h
  - 2016년 10월 16일, 대 후쿠오카 소프트뱅크 호크스 클라이맥스 시리즈 파이널 스테이지 5차전(삿포로 돔) ※NPB 최고 속도 기록, NPB 플레이오프 최고 속도 기록, 퍼시픽 리그 최고 속도, 구원 투수 최고 속도 기록
- 164 km/h
  - 2016년 9월 13일, 대 오릭스 버펄로스 22차전(삿포로 돔) ※일본 프로 야구 정규 시즌에서의 최고 속도 기록, 선발 투수 최고 속도 기록
- 163 km/h
  - 2016년 6월 5일, 대 요미우리 자이언츠 3차전(도쿄 돔)
- 162 km/h
  - 2014년 7월 19일, 2014년 올스타전 2차전(한신 고시엔 구장) ※올스타전 최고 속도
  - 2014년 10월 5일, 대 도호쿠 라쿠텐 골든이글스 24차전(삿포로 돔)
- 160 km/h[주 9]
  - 2014년 6월 4일, 대 히로시마 도요 카프 2차전(삿포로 돔) ※퍼시픽 리그 첫 160 km/h

### 등번호
- 11(2013년~2017년)
- 17(2018년~)

### 연도별 투수 성적
| 연 도    | 소 속    | 등 판 | 선 발 | 완 투 | 완 봉 | 무 4 구 | 승 리 | 패 전 | 세 이 브 | 홀 드 | 승 률 | 타 자 | 이 닝 | 피 안 타 | 피 홈 런 | 볼 넷 | 고 4 | 몸 맞 | 탈 삼 진 | 폭 투 | 보 크 | 실 점 | 자 책 점 | 평 자 책 | W H I P |
| -------- | -------- | ----- | ----- | ----- | ----- | ------- | ----- | ----- | -------- | ----- | ----- | ----- | ----- | -------- | -------- | ----- | ---- | ----- | -------- | ----- | ----- | ----- | -------- | -------- | ------- |
| 2013년   | 닛폰햄   | 13    | 11    | 0     | 0     | 0       | 3     | 0     | 0        | 0     | 1.000 | 274   | 61.2  | 57       | 4        | 33    | 0    | 8     | 46       | 2     | 0     | 30    | 29       | 4.23     | 1.46    |
| 2014년   | 닛폰햄   | 24    | 24    | 3     | 2     | 0       | 11    | 4     | 0        | 0     | .733  | 638   | 155.1 | 125      | 7        | 57    | 0    | 4     | 179      | 6     | 1     | 50    | 45       | 2.61     | 1.17    |
| 2015년   | 닛폰햄   | 22    | 22    | 5     | 3     | 0       | 15    | 5     | 0        | 0     | .750  | 621   | 160.2 | 100      | 7        | 46    | 0    | 3     | 196      | 9     | 0     | 40    | 40       | 2.24     | 0.91    |
| 2016년   | 닛폰햄   | 21    | 20    | 4     | 1     | 1       | 10    | 4     | 0        | 1     | .714  | 548   | 140.0 | 89       | 4        | 45    | 0    | 8     | 174      | 6     | 0     | 33    | 29       | 1.86     | 0.96    |
| 2017년   | 닛폰햄   | 5     | 5     | 1     | 1     | 0       | 3     | 2     | 0        | 0     | .600  | 105   | 25.1  | 13       | 2        | 19    | 0    | 0     | 29       | 1     | 0     | 9     | 9        | 3.20     | 1.26    |
| 2018년   | LAA      | 10    | 10    | 0     | 0     | 0       | 4     | 2     | 0        | 0     | .667  | 211   | 51.2  | 38       | 6        | 22    | 0    | 1     | 63       | 5     | 0     | 19    | 19       | 3.31     | 1.16    |
| NPB：5년 | NPB：5년 | 85    | 82    | 13    | 7     | 1       | 42    | 15    | 0        | 1     | .737  | 2187  | 543.0 | 384      | 24       | 200   | 0    | 23    | 624      | 24    | 1     | 162   | 152      | 2.52     | 1.04    |
| MLB：1년 | MLB：1년 | 10    | 10    | 0     | 0     | 0       | 4     | 2     | 0        | 0     | .667  | 211   | 51.2  | 38       | 6        | 22    | 0    | 1     | 63       | 5     | 0     | 19    | 19       | 3.31     | 1.16    |

- 2018년 시즌 종료 기준.
- 굵은 글씨는 시즌 최고 성적.

### 연도별 타격 성적
| 연 도    | 소 속    | 경 기 | 타 석 | 타 수 | 득 점 | 안 타 | 2 루 타 | 3 루 타 | 홈 런 | 루 타 | 타 점 | 도 루 | 도 루 자 | 희 생 번 | 희 생 플 | 볼 넷 | 고 4 | 사 구 | 삼 진 | 병 살 타 | 타 율 | 출 루 율 | 장 타 율 | O P S |
| -------- | -------- | ----- | ----- | ----- | ----- | ----- | ------- | ------- | ----- | ----- | ----- | ----- | -------- | -------- | -------- | ----- | ---- | ----- | ----- | -------- | ----- | -------- | -------- | ----- |
| 2013년   | 닛폰햄   | 77    | 204   | 189   | 14    | 45    | 15      | 1       | 3     | 71    | 20    | 4     | 1        | 0        | 2        | 12    | 0    | 1     | 64    | 3        | .238  | .284     | .376     | .660  |
| 2014년   | 닛폰햄   | 87    | 234   | 212   | 32    | 58    | 17      | 1       | 10    | 107   | 31    | 1     | 0        | 0        | 1        | 21    | 0    | 0     | 48    | 4        | .274  | .338     | .505     | .842  |
| 2015년   | 닛폰햄   | 70    | 119   | 109   | 15    | 22    | 4       | 0       | 5     | 41    | 17    | 1     | 0        | 0        | 2        | 8     | 1    | 0     | 43    | 1        | .202  | .252     | .376     | .628  |
| 2016년   | 닛폰햄   | 104   | 382   | 323   | 65    | 104   | 18      | 1       | 22    | 190   | 67    | 7     | 2        | 0        | 4        | 54    | 2    | 1     | 98    | 7        | .322  | .416     | .588     | 1.004 |
| 2017년   | 닛폰햄   | 65    | 231   | 202   | 24    | 67    | 16      | 1       | 8     | 109   | 31    | 0     | 1        | 0        | 3        | 24    | 0    | 2     | 63    | 0        | .332  | .403     | .540     | .942  |
| 2018년   | LAA      | 114   | 367   | 326   | 59    | 93    | 21      | 2       | 22    | 184   | 61    | 10    | 4        | 0        | 1        | 37    | 2    | 2     | 101   | 2        | .285  | .361     | .564     | .925  |
| NPB: 5년 | NPB: 5년 | 403   | 1170  | 1035  | 150   | 296   | 70      | 4       | 48    | 518   | 166   | 13    | 4        | 0        | 12       | 119   | 3    | 4     | 316   | 15       | .286  | .358     | .500     | .859  |
| MLB: 1년 | MLB: 1년 | 114   | 367   | 326   | 59    | 93    | 21      | 2       | 22    | 184   | 61    | 10    | 4        | 0        | 1        | 37    | 2    | 2     | 101   | 2        | .285  | .361     | .564     | .925  |

- 2018년 시즌 종료 기준.

### 연도별 수비 성적
| 연도 | 소속   | 투수 | 투수 | 투수 | 투수 | 투수 | 투수   | 외야 | 외야 | 외야 | 외야 | 외야 | 외야   |
| 연도 | 소속   | 경기 | 척살 | 보살 | 실책 | 병살 | 수비율 | 경기 | 척살 | 보살 | 실책 | 병살 | 수비율 |
| ---- | ------ | ---- | ---- | ---- | ---- | ---- | ------ | ---- | ---- | ---- | ---- | ---- | ------ |
| 2013 | 닛폰햄 | 13   | 2    | 7    | 0    | 1    | 1.000  | 54   | 75   | 7    | 1    | 1    | .988   |
| 2014 | 닛폰햄 | 24   | 8    | 23   | 1    | 1    | .969   | 8    | 15   | 0    | 0    | 0    | 1.000  |
| 2015 | 닛폰햄 | 22   | 15   | 29   | 1    | 0    | .978   | -    | -    | -    | -    | -    | -      |
| 2016 | 닛폰햄 | 21   | 9    | 23   | 1    | 2    | .970   | -    | -    | -    | -    | -    | -      |
| 2017 | 닛폰햄 | 5    | 3    | 5    | 0    | 0    | 1.000  | -    | -    | -    | -    | -    | -      |
| 2018 | LAA    | 10   | 1    | 6    | 0    | 1    | 1.000  | -    | -    | -    | -    | -    | -      |
| NPB  | NPB    | 85   | 37   | 87   | 3    | 4    | .976   | 62   | 90   | 7    | 1    | 1    | .990   |
| MLB  | MLB    | 10   | 1    | 6    | 0    | 1    | 1.000  | -    | -    | -    | -    | -    | -      |

- 2018년 시즌 종료 기준.

## 관련 정보

### 저서
- 오타니 쇼헤이 (2017년 2월). 《不可能を可能にする 大谷翔平120の思考》 [불가능을 가능하게 한다 - 오타니 쇼헤이 120가지의 사고]. 피아. ISBN 978-4835638157.

### 관련 서적
- 오노 도시야 (2013년 10월). 《プロ野球で「エースで4番」は成功しないのか 知られざる二刀流選手列伝》 [프로 야구에서 ‘에이스로 4번’은 성공하지 않는 것인가 - 알려지지 않은 이도류 선수 열전]. SB 크리에이티브. ISBN 978-4797375312.
- 닛폰햄 파이터스 (2015년 3월). 《大谷翔平 二刀流 その軌跡と挑戦》 [오타니 쇼헤이 이도류 그 족적과 도전]. 후소샤. ISBN 978-4594072421.
- 고다마 미쓰오 (2015년 7월). 《なぜ大谷翔平は二刀流で闘えるのか》 [왜 오타니 쇼헤이는 이도류로 싸울 수 있는 것인가]. 후타바샤. ISBN 978-4575154634. 2016년 12월 24일에 원본 문서에서 보존된 문서. 2017년 1월 1일에 확인함.
- 요시이 다에코 (2016년 2월). 《天才を作る親たちのルール トップアスリート誕生秘話》 [천재를 만드는 부모들의 룰 - 정상급 선수 탄생 비화]. 분게이슌주. ISBN 978-4163904023.
- 애슬리트 연구회 (2016년 11월). 《大谷翔平 会見全文》 [오타니 쇼헤이 회견 전문]. 고마북스. ISBN 978-4777118694.

## 같이 보기
- 메이저 리그 베이스볼 올해의 신인상

### 주해
1. ↑  2024년 9월 19일, 오타니 쇼헤이(로스앤젤레스 다저스)는 48홈런 49도루 상태에서 마이애미 말린스와의 경기에 출장하였으며, 이날 51홈런 51도루로 경기를 마쳤다. 이날 로스앤젤레스 다저스는 20:4로 승리하였다.[1][2]

1. ↑  히라이즈미의 ‘히라’는 平(평평할 평)을 훈독으로 읽은 것이고, 쇼헤이의 ‘헤이’는 平을 음독으로 읽은 것이다.
2. ↑  긴테쓰 시절인 1953년에 투수로서 1회, 1959년부터 1963년까지 야수로서 4회 출전했다.
3. ↑  투구 이닝에 제한이 있는 올스타전에서는 선발 투수가 5이닝 이상 투구하지 않아도 승리 투수가 될 수 있다.
4. ↑  메이저 리그에서는 1918년에 베이브 루스가 13승 11홈런을 기록했고 KBO 리그에서는 1982년에 김성한이 10승 13홈런을 기록했다.
5. ↑  클라이맥스 시리즈 도입 이전인 퍼시픽 리그 플레이오프를 포함하면, 1982년 세이부의 구도 기미야스, 2006년 닛폰햄의 다르빗슈 유에 이어 세 번째이다.[84]
6. ↑  일본 이외의 프로 리그를 포함해도 같은 시즌에 두 자릿수 승리와 두 자릿수 홈런을 기록한 것은 베이브 루스(1918년, MLB, 13승·11홈런)와 김성한(1982년, KBO, 10승·13홈런) 등의 사례 밖에 없었고, 자신의 두 번째 달성은 오타니가 세계 최초라고 할 수 있다. 또 ‘10승·100안타·20홈런’은 세계적으로 봐도 과거에 사례가 없는 전인미답의 기록이다.
7. ↑  9이닝 당 볼넷 허용 개수를 말한다.
8. ↑  외야수 선출: 2013년, 투수 선출: 2014년 ~ 2016년, 지명 타자 선출: 2017년
9. ↑  아마추어 시절(고교 시절)에도 기록한 적이 있어서 아마추어 첫 160 km/h를 측정하는 한편 현재까지도 깨지지 않은 아마추어 최고 속도 기록이다.

### 출전
1. ↑  이은 (2024년 9월 20일). “오타니, MLB 사상 최초 50홈런-50도루 달성…새 역사 썼다[영상]”. 《머니투데이》. 네이버 뉴스(보존). 2024년 9월 20일에 원본 문서에서 보존된 문서. 2024년 9월 20일에 확인함.
2. ↑  권혁준 (2024년 9월 20일). “MLB 새 역사 쓴 오타니, 전인미답 50홈런-50도루 달성(종합)”. 《뉴스1》. 네이버 뉴스(보존) (서울). 2024년 9월 20일에 원본 문서에서 보존된 문서. 2024년 9월 20일에 확인함.
3. ↑  강동웅 (2022년 8월 11일). “오타니, 104년 만의 ‘10승-10홈런’… 기록 쏟아냈다”. 《동아일보》. 네이버 뉴스(보존). 2023년 12월 13일에 원본 문서에서 보존된 문서. 2023년 12월 13일에 확인함.
4. ↑  【ベストナイン】日本ハム・大谷が史上初の「二刀流受賞」 - Sponichi Annex, 2016년 11월 25일
5. ↑  大谷翔平は和製ベーブ・ルース、大リーグでも二刀流できるか - 월스트리트 저널, 2015년 7월 31일
6. ↑  日ハム大谷が日本最速165キロ！　野手出場もDH解除で9回に登板 - Full-count, 2016년 10월 16일
7. ↑  【日本ハム】大谷、最速１６５キロ連発で“プロ初セーブ” 보관됨 2016-10-20 - 웨이백 머신 - 스포츠 호치, 2016년 10월 16일
8. ↑  “The 50 greatest seasons in sports history, ranked”. 2021년 12월 22일. 2022년 4월 9일에 확인함.
9. ↑  https://news.yahoo.co.jp/articles/100b89fe37ea6a290af3e9f4224a2f0c338aed21 보관됨 2022-04-08 - 웨이백 머신 大谷翔平　二刀流での開幕を迎える日に米「タイム」誌の表紙を飾る sports hochi 2022.04.07
10. ↑  ‘하나마키히가시·오타니 최고 속도 147킬로! 10K … 춘계 이와테 현 대회’, 스포츠 호치, 2011년 5월 25일
11. ↑  “【MLB】大谷翔平、少年時代の憧れは松井秀喜＆ダルビッシュ有…メジャー通算２８６試合時点で本塁打とＯＰＳは「ゴジラ超え」”. 《中日スポーツ・東京中日スポーツ》 (일본어). 2021년 5월 12일. 2021년 8월 11일에 확인함.
12. 1 2 3 4 5 6 7 8  《아마추어 야구 vol.33》 닛칸 스포츠 출판사, 2012년, p.12 ~ 14, ISBN 978-4-8172-5526-6
13. ↑  《あの一戦と僕らのこれから》, Sports Graphic Number(제814호), 분게이슌주, p.79 ~ 78, 잡지 26854-10/25
14. ↑  花巻東大谷高校生最速160キロ - nikkansports.com, 2012년 7월 20일
15. ↑  花巻東:観客はファウル“判定”…160キロ腕・大谷 3ランに泣く - 마이니치 신문, 2012년 7월 27일
16. ↑  大谷きょう志望届「メジャー五分五分」 보관됨 2016-12-24 - 웨이백 머신 - 닛칸 스포츠, 2012년 9월 19일
17. ↑  일본 고등학교 야구 연맹에 의한 접수일은 이튿날인 19일이었다.
18. ↑  “2012年 プロ野球志望届提出者一覧”. 《일본 고등학교 야구 연맹》. 2016년 10월 29일. 2016년 12월 24일에 확인함.
19. 1 2  大谷 国内12球団&マイナーもOK 日米各球団と面談へ - Sponichi Annex, 2012년 9월 19일
20. ↑  大谷メジャー!最終的に夢を選んだ - 닛칸 스포츠, 2012년 10월 19일
21. ↑  大谷がメジャー挑戦を表明 - 닛칸 스포츠, 2012년 10월 21일
22. ↑  大谷「憧れが強かった」／一問一答 - 닛칸 스포츠, 2012년 10월 21일
23. ↑  ハムが大谷指名!山田GMが明言 - 닛칸 스포츠, 2012년 10월 24일
24. ↑  栗山監督「申し訳ない」、けど大谷指名 - 닛칸 스포츠, 2012년 10월 25일
25. ↑  大谷「気持ちは変わらない」／ドラフト - 닛칸 스포츠, 2012년 10월 25일
26. ↑  発表遅れ申し訳ないが…／大谷一問一答 - 닛칸 스포츠, 2012년 10월 26일
27. ↑  ハム大谷訪問空振り「今後は本人と」 - 닛칸 스포츠, 2012년 10월 27일
28. ↑  大谷同席 自宅であいさつ - 닛칸 스포츠, 2012년 11월 2일
29. ↑  大谷両親驚く ハムがメジャーリスク資料 - 닛칸 스포츠, 2012년 11월 11일
30. ↑  大谷グラリ…ハム入り「全くNOという感じでもない」 - 닛칸 스포츠, 2012년 11월 18일
31. ↑  日本ハム、大谷と最後の交渉 結論「近いうちに」と父親 - Sponichi Annex, 2012년 11월 26일
32. ↑  ダル背番「11」用意!大谷の父「前向きになってきたなと」 - Sponichi Annex, 2012년 12월 3일
33. ↑  大谷選手との入団交渉時に提示した球団資料について 보관됨 2013-04-02 - 웨이백 머신 - 홋카이도 닛폰햄 파이터스 공식 홈페이지, 2012년 12월 13일
34. ↑  “プロ野球:大谷が日本ハム入団表明”. 《마이니치 신문》. 2012년 12월 9일. 2012년 12월 11일에 원본 문서에서 보존된 문서. 2012년 12월 10일에 확인함.
35. ↑  “「投打で一流の選手目指す」 日本ハム・大谷が入団会見”. 《산케이 뉴스》. 2012년 12월 25일. 2012년 12월 25일에 원본 문서에서 보존된 문서. 2012년 12월 30일에 확인함.
36. ↑  大谷入団会見「一流目指す」 - 닛칸 스포츠, 2012년 12월 25일
37. ↑  大谷「成長して日本一に」／一問一答 - 닛칸 스포츠, 2012년 12월 25일
38. ↑  大谷プロ初は160キロ!? - 닛칸 스포츠, 2012년 12월 25일
39. ↑  “大谷、花巻東のCMに…学生野球憲章に抵触か”. 《YOMIURI ONLINE》 (요미우리 신문). 2013년 1월 17일. 2013년 1월 20일에 원본 문서에서 보존된 문서. 2013년 1월 20일에 확인함.
40. ↑  高野連「大谷CM問題」部長を厳重注意 - 닛칸 스포츠, 2013년 1월 23일
41. ↑  조동오 특파원 (1972년 4월 5일). “교포 고교야구투수 김정광, 일본서 각광”. 중앙일보. 2024년 8월 10일에 확인함.
42. ↑  大谷、今後どうなる起用法? - nikkansports.com, 2013년 3월 22일
43. ↑  “大谷、異例の開幕＝打で1軍、投は2軍”. 《지지 닷컴》 (지지 통신사). 2013년 3월 27일. 2013년 4월 26일에 원본 문서에서 보존된 문서. 2013년 3월 27일에 확인함.
44. ↑  大谷 三振で「落ち込んだ」が修正!堂々初お立ち台 - Sponichi Annex, 2013년 3월 29일
45. ↑  大谷、診断は軽度の足首捻挫 - 닛칸 스포츠, 2013년 4월 13일
46. ↑  大谷 松坂超え新人投手デビュー最速157キロ「凄く楽しかった」 보관됨 2013-06-08 - 웨이백 머신 - 스포츠 닛폰, 2013년 5월 24일
47. ↑  藤浪×大谷コラボグッズ大人気 10分で完売商品も - 스포츠 닛폰, 2013년 5월 27일
48. ↑  大谷、藤浪に勝った！プロ初5番で二塁打2本 - 스포츠 호치, 2013년 5월 27일
49. ↑  二刀流大谷がプロ初勝利 - 닛칸 스포츠, 2013년 6월 1일
50. ↑  大谷「いい初勝利になった」／一問一答 - 닛칸 스포츠, 2013년 6월 1일
51. ↑  大谷“エース撃ち”マエケンKO！高卒新人20年ぶり「3番」 - 스포츠 호치, 2013년 6월 16일
52. ↑  大谷劇場だ！初V打、投げた、もめた…降板後はライト守った - 스포츠 닛폰, 2013년 6월 19일
53. ↑  大谷 高卒新人で勝ち投手&本塁打は江夏以来46年ぶり - 스포츠 닛폰, 2013년 7월 11일
54. ↑  大谷、右頬骨不全骨折と診断 - 닛칸 스포츠, 2013년 7월 11일
55. ↑  大谷代打弾　松井以来2戦連発 - 닛칸 스포츠, 2013년 7월 15일
56. ↑  大谷157キロ、投手も野手も輝いた／球宴 - 닛칸 스포츠, 2013년 7월 20일
57. ↑  大谷「楽しかった」先輩雄星とリレー／一問一答 - 닛칸 스포츠, 2013년 7월 19일
58. ↑  高卒初！大谷１番ルーキー／球宴 - 닛칸 스포츠, 2013년 7월 21일
59. ↑  大谷が86年清原以来の高卒新人打点／球宴 - 닛칸 스포츠, 2013년 7월 23일
60. ↑  大谷サプライズ登板プロ初中継ぎ2回0封 - 닛칸 스포츠, 2013년 8월 10일
61. 1 2  大谷新二刀流！外野先発→8回リリーフ - 닛칸 스포츠, 2013년 8월 19일
62. ↑  大谷開幕3連勝！ぶっつけフォークで9K - 닛칸 스포츠, 2013년 8월 24일
63. ↑  大谷　野手73戦目で初猛打賞「余裕あればバット振れる」 - 스포츠 닛폰, 2014년 3월 31일
64. ↑  大谷　憧れ雄星先輩に勝った!剛球原点は花巻東のプールトレ - 스포츠 닛폰, 2014년 4월 12일
65. ↑  大谷「投手有利の日」158キロ＆初完封 - 닛칸 스포츠, 2014년 5월 13일
66. ↑  大谷、160キロ出た!日本人2人目　パ・リーグ史上最速 - 스포츠 닛폰, 2014년 6월 5일
67. ↑  보관됨 2015-04-27 - 웨이백 머신 보관됨 2015-04-27 - 웨이백 머신 보관됨 2015-04-27 - 웨이백 머신 보관됨 2015-04-27 - 웨이백 머신 보관됨 2015-04-27 - 웨이백 머신 またも自己最速160キロ出した日本ハムの大谷、右足つって緊急降板 보관됨 2015-04-27 - 웨이백 머신 - MSN 산케이 뉴스, 2014년 6월 11일
68. ↑  ハム大谷、甲子園日本人最速160キロ - 데일리 스포츠, 2014년 6월 18일
69. ↑  日本ハム大谷7勝目4戦連続160キロ - 닛칸 스포츠, 2014년 6월 25일
70. ↑  大谷　初の1試合2発!20歳バースデー「これからも期待に」 - 스포츠 닛폰, 2014년 7월 5일
71. ↑  大谷　土橋、木田に並ぶ球団タイも淡々「勝ててうれしい」 - 스포츠 닛폰, 2014년 7월 9일
72. ↑  江夏の記録を2カ月更新　大谷、17イニング連続奪三振も継続中 - 스포츠 닛폰, 2014년 7월 10일
73. ↑  大谷　160キロで阿部斬りだ　“二刀流選出”関根潤三以来2人目 - 스포츠 닛폰, 2014년 7월 4일
74. ↑  大谷球宴最速更新　162キロ2球は史上初 - 스포츠 닛폰, 2014년 7월 20일
75. ↑  아사히 신문, 2014년 7월 20일자 스포츠면
76. ↑  大谷　最速159キロ10Kも10勝目はお預け「球数が増えていなければ…」 보관됨 2014-08-10 - 웨이백 머신 - 스포츠 닛폰, 2014년 7월 26일
77. ↑  ソフトバンク連勝!日本ハム・大谷は161キロマークも2敗目 - 스포츠 닛폰, 2014년 8월 3일
78. ↑  《슈칸 베이스볼》, 2014년 9월 5일자, p.97
79. ↑  大谷10勝8発！ルース以来の偉業まであと2発 보관됨 2014-09-01 - 웨이백 머신 - 스포츠 닛폰, 2014년 8월 30일
80. ↑  요미우리 신문, 2014년 9월 8일자 스포츠면
81. ↑  大谷、日本プロ野球初の１０勝＆１０本塁打なるか（第７６６回） 보관됨 2014-10-06 - 웨이백 머신 - 블로그 호치(스포츠 호치), 2014년 3월 14일(금)
82. ↑  大谷、ついに出た１６２キロ！日本人最速！公式戦最速タイ - 스포츠 닛폰, 2014년 10월 2일
83. ↑  日本ハム先勝！大谷６回３失点で白星！中島が決勝スクイズ! - 스포츠 닛폰, 2014년 10월 11일
84. ↑  데일리 스포츠(간사이판), 2014년 10월 12일자, p.5.
85. ↑  2014年10月9日 侍ジャパン｢2014 SUZUKI 日米野球｣出場選手発表！ - 사무라이 재팬 공식 홈페이지, 2014년 10월 9일
86. ↑  2014 SUZUKI 日米野球 第5戦 試合速報 選手談話 - 사무라이 재팬 공식 홈페이지, 2014년 11월 18일
87. ↑  大谷、高卒最速1億円「開幕投手目指す」 - 닛칸 스포츠, 2014년 12월 6일
88. ↑  大谷開幕1勝、ダル超え20歳8カ月の勲章 - 닛칸 스포츠, 2015년 3월 28일
89. ↑  大谷復活6連勝 18日ぶり登板も9回途中1失点 - 닛칸 스포츠, 2015년 5월 15일
90. ↑  日本ハム陥落　中田2三振大谷4三振大ブレーキ - 닛칸 스포츠, 2015년 6월 20일
91. ↑  大谷　投手＆野手でファン投票選出は関根潤三以来52年ぶり - 스포츠 닛폰, 2015년 6월 26일
92. ↑  大谷「自分で決める」人生初サヨナラ打　代打の先輩・矢野に学ぶ - 스포츠 닛폰, 2015년 8월 9일
93. ↑  【日本ハム】大谷、初の投手3冠！ダル以来の高卒3年目で15勝 보관됨 2015-10-06 - 웨이백 머신 - 스포츠 호치, 2015년 10월 6일
94. ↑  「WBSC プレミア12」侍ジャパントップチーム最終ロースター28名発表！！ - 야구 일본 대표 사무라이 재팬 공식 홈페이지, 2015년 10월 9일
95. ↑  「WBSC世界野球プレミア12」侍ジャパントップチーム候補選手45名を発表 - 야구 일본 대표 사무라이 재팬 공식 홈페이지, 2015년 9월 10일
96. ↑  「1番・投手」は史上3人目も…先頭打者弾はメジャーでも過去になし - 스포츠 닛폰, 2016년 7월 4일
97. ↑  6月度の月間MVPが発表　ロッテ・田村が球団捕手24年ぶりの受賞！ 보관됨 2016-09-14 - 웨이백 머신 - mynavi.jp, 2016년 7월 6일
98. ↑  日本ハム４年ぶりＶ　大谷、１安打１５Ｋ完封　プロ野球初快挙も達成 - 스포츠 닛폰, 2016년 9월 28일
99. ↑  실제로 최우수 평균 자책점 타이틀을 획득한 투수는 이시카와 아유무였지만, 만약 오타니가 남은 투구 이닝 3이닝에 자책점이 5이하이면 이시카와를 웃돌고 있었다.
100. ↑  “大谷“二刀流”そして大逆転劇～日本ハム・栗山監督が語る～”. 《NHK》. 2016년 11월 1일. 2016년 12월 24일에 원본 문서에서 보존된 문서. 2016년 12월 24일에 확인함.
101. ↑  2016년 10월 29일 - 경기 속보 - 홋카이도 닛폰햄 파이터스 공식 홈페이지, 2016년 10월 29일
102. ↑  11月に東京ドームで開催する侍ジャパン強化試合に出場する選手28名が決定 - 사무라이 재팬 공식 홈페이지, 2016년 10월 18일
103. ↑  珍打！侍大谷、天井に消える打球…／写真リプレー - 닛칸 스포츠, 2016년 11월 13일
104. 1 2  【ベストナイン】日本ハム・大谷が史上初の「二刀流受賞」 - 스포츠 닛폰, 2016년 11월 25일
105. ↑  “大谷　ホリプロと契約！所属芸人、驚きと歓迎　三村「後輩じゃん」“二刀流”先輩風”. 《스포니치아넥스》. 2016년 12월 22일. 2016년 12월 22일에 확인함.
106. ↑  日 괴물 오타니, LA 에인절스의 우승 확률을 바꿨다 - 노컷뉴스
107. ↑  大谷5番投手でV打点→右翼守って1打席 - 닛칸 스포츠, 2013년 6월 19일
108. ↑  早実・清宮の進路、東大・宮台に注目／来年ドラフト - 닛칸 스포츠, 2016년 10월 21일
109. ↑  “보관된 사본”. 2018년 5월 4일에 원본 문서에서 보존된 문서. 2018년 5월 6일에 확인함.
110. ↑  《2015 프로 야구 올 사진 선수 명감》, 일본 스포츠 기획 출판사, 2015년, p.44, ISBN 978-4-905411-26-0
111. ↑  大谷ビビらせた!嶋にのけぞらスライダー - 닛칸 스포츠, 2013년 3월 22일
112. ↑  《2016 프로 야구 올 사진 선수 명감》, 일본 스포츠 기획 출판사, 2016년, p.30, ISBN 978-4-905411-36-9
113. ↑  ‘2012년의 주역 후보’, 《슈칸 베이스볼》 2012년 5월 21일자, 베이스볼 매거진사, p.18, 잡지 20443-5/21.
114. ↑  ‘岩手の逸材 世界級 大谷翔平君解体新書’ - 아사히 신문, 2012년 10월 2일
115. ↑  ‘포수가 본 이번 시즌의 오타니 쇼헤이 - 9가지의 Point’, 《슈칸 베이스볼》 2015년 5월 25일자, 베이스볼 매거진사, p.20 ~ 22, 잡지 20444-5/25
116. ↑  野手なら4番!大谷、2戦連続3安打&スカウトうなる好走塁 - Sponichi Annex, 2012년 8월 28일
117. 1 2  ‘스카우트 20명에게 물었습니다!’, 《야큐타로》No.1, 고사이도 출판, p.158 ~ 159, 잡지 69411-06.
118. 1 2  ‘고교 BIG5의 빛’, 《슈칸 베이스볼》 2012년 9월 24일자, 베이스볼 매거진사, p.6 ~ 9, 잡지 20445-9/24.
119. 1 2  ‘‘10·25’를 기다리는 정예들’, 《슈칸 베이스볼》 2012년 10월 29일자, 베이스볼 매거진사, p.9 ~ 11, 잡지 20445-10/29.
120. ↑  ‘11승 10홈런의 진상: ‘올해의 숫자는 가볍게 넘는다’ SPECIAL INTERVIEW① 오타니 쇼헤이’, 《슈칸 베이스볼》 2012년 10월 29일자, 베이스볼 매거진사, p.3 ~ 6, 잡지 20444-12/22
121. ↑  長嶋茂雄名誉監督の大谷翔平論。「やっぱりオレはピッチャーだな」 - Number Web, 2015년 2월 18일
122. ↑  王理事長、二刀流・大谷に200勝&2000安打指令! - 산케이 스포츠, 2013년 12월 15일
123. ↑  “落合博満、手首切り自殺未遂激震告白「なんてケツの穴の小さい」”. 《아사게이 플러스》. 2013년 4월 9일. 2016년 10월 19일에 원본 문서에서 보존된 문서. 2016년 10월 17일에 확인함.
124. ↑  松井氏が大谷にエール 常識打ち破れ! - 데일리 스포츠, 2013년 7월 4일
125. 1 2  ダルビッシュが大谷の二刀流に持論 「二刀流では絶対メジャーに行けない」 - Full-count, 2014년 12월 24일
126. ↑  今週の主題「交流戦&DH制&二刀流」 - 슈칸 베이스볼 ONLINE, 2014년 6월 2일
127. ↑  “野村克也氏「オレが監督なら大谷翔平は文句なしに投手で」(1/2페이지)”. ZAKZAK(슈칸 포스트, 2017년 4월 14일자). 2017년 4월 6일. 2017년 4월 8일에 확인함.
128. ↑  大谷翔平「本気でメジャー目指すなら打者は諦めるべき」の声 - 슈칸 포스트, 2014년 12월 5일자
129. 1 2  【MLB】大谷、二刀流は無理？　米サイトが特集 - ISM, 2015년 5월 21일
130. 1 2  Will two-way player Shohei Otani be Japan's next MLB export? - ESPN, 2015년 5월 21일
131. ↑  Shohei Ohtani was named the best pitcher *and* the best DH in NPB's Pacific League 보관됨 2016-11-26 - 웨이백 머신 - MLB.com, 2016년 11월 26일
132. ↑  メジャー公式サイト　大谷のベストナインＷ受賞伝える「伝説が誕生」 - 스포츠 닛폰, 2016년 11월 26일
133. ↑  メジャー５球団ＧＭに直撃！大谷は二刀流でやっていける？ - 스포츠 닛폰, 2016년 11월 26일
134. ↑  이시다 유타, ‘「ICHIRO 2015 ロングインタビュー「変化、破壊、成熟」」’, 《Sports Graphic Number》 제876호, 분게이슌주, p.22 ~ 23, 잡지 26851-5/7.
135. ↑  個人年度別成績 大谷翔平 - NPB.jp 日本野球機構
136. ↑  Shohei Ohtani Stats, Age, Position, Height, Weight, Fantasy & News | MiLB.com
137. ↑  《単独インタビュー》大谷翔平27歳が明かす“オフのトレーニング＆食生活”「このオフは焼肉を一度も食べなかった」「最近は自炊するので」
138. ↑  오타니 실제크기 피규어, 일본서 1100만원에 팔렸다 < 스포츠 < 기사본문 - 스포츠한국
139. ↑  “金ケ崎リトルシニア 大谷　徹”. 《가네가사키 리틀 시니어》. 2016년 2월 1일. 2017년 1월 8일에 확인함.
140. ↑  “選手紹介 トヨタ自動車東日本株式会社 硬式野球部”. 《토요타 자동차 동일본 경식 야구부》. 2016년 12월 31일. 2017년 1월 8일에 확인함.
141. ↑  体重増の狙い、憧れの選手は…日本ハム大谷に「15の質問」 - 닛칸 겐다이, 2016년 2월 18일
142. 1 2 3  ‘오타니 쇼헤이 독점 인터뷰’, 《야구 타로》No.2, 고사이도 출판, p.48 ~ 53, 잡지 69411-12.
143. ↑  大谷「最終的にはメジャー」 - 닛칸 스포츠, 2012년 12월 9일
144. 1 2  ‘팀 동료가 밝히는 오타니의 본모습’, 《슈칸 베이스볼》 2015년 5월 25일자, 베이스볼 매거진사, p.23, 잡지 20444-5/25
145. ↑  大谷、20歳になっても外出禁止　栗山監督「文句あるなら結果残して」 - 스포츠 닛폰, 2014년 1월 26일
146. ↑  ハム大谷「非リア充」結構、恋人興味なし - 닛칸 스포츠, 2013년 12월 17일
147. ↑  【この人の本音聞いちゃいました】日本ハム・大谷翔平投手　ベールに包まれたプライベートを披露! (1/2ページ) - 석간 후지, 2015년 1월 7일
148. ↑  大谷翔平の告白「162キロより156キロの方がいい」 - Web Sportiva, 2015년 1월 1일
149. ↑  【この人の本音聞いちゃいました】日本ハム・大谷翔平投手　ベールに包まれたプライベートを披露! (2/2ページ) - 석간 후지, 2015년 1월 7일
150. ↑  大谷、菓子の二刀流は断念！「洋」より油少ない「和」専念 - 스포츠 호치, 2014년 12월 21일
151. ↑  “오타니, 한국행 앞서 아내 전격 공개…전 농구선수 다나카”. 한겨레. 2024년 3월 15일.
152. ↑  “아나운서, 연예인은 안돼”… 오타니 부모의 ‘며느리 조건’ 재조명”. 조선일보. 2024년 3월 16일.
153. ↑  포수인 오노 쇼타와 함께 수상했다.